# V450 Cygni
V450 Cygni eller Nova Cygni 1942 var en nova i stjärnbilden Svanen.
Novan upptäcktes den 30 maj 1942 av den schweiziske fysikern och astronomen Fritz Zwicky V450 Cygni nådde magnitud +7,0 i maximum och avklingade sedan för att numera vara ljussvagare än magnitud +17.